# Institut supérieur des techniques médicales de Bukavu
 (septembre 2024).
L’Institut Supérieur des Techniques Médicales de Bukavu (ISTM Bukavu) est un établissement d'enseignement supérieur publique situé dans la ville de Bukavu, province du Sud-Kivu en République Démocratique du Congo,. Le français est sa principale langue d'enseignement,,,. L'ISTM Bukavu est spécialisé dans la formation des spécialistes dans le domaine des sciences de la santé,.

## Historique
L'Institut Supérieur des Techniques Médicales de Bukavu a été créé par l'Ordonnance Présidentielle n°81/174 du 07/10/1981 devenant ainsi le second institut du genre en République Démocratique Congo après l'Institut Supérieur des Techniques Médicales de Kinshasa qui fonctionnait depuis 1973. Son ouverture officielle n'est intervenue qu'en octobre 1983.

## Missions
L'Institut Supérieur des Techniques Médicales a pour missions principales, :
- Former des cadres (gradués et licenciés) spécialisés dans les domaines des sciences et des techniques médicales et paramédicales ;
- Organiser la recherche sur l’adaptation des nouvelles techniques et technologies médicales aux conditions de la République démocratique du Congo ;
- Conférer des grades légaux conformément aux dispositions légales et réglementaires sur la collation des grades académiques.

## Sections organisées
L'ISTM Bukavu organise 10 sections reparties comme suit:
1. Section Sciences infirmières avec 5 orientations : Enseignement et administration en soins infirmiers (EASI), anesthésie et réanimation, pédiatrie, accoucheuse, hospitalière.
2. Santé publique
3. Nutrition et diététique
4. Techniques de laboratoire/Biologie médicale
5. Techniques pharmaceutiques
6. Gestion des institutions de santé
7. Hygiène et assainissement
8. Sage-femme[9]
9. Kinésithérapie
10. Santé mentale